# طائر كبوشي
الطائر الكَبُوشِيّ أو الطائر العِّجْل (الاسم العلمي: Perissocephalus tricolor) هو طائر جاثم كبير يتبع الفصيلة القطنجية.
إنه نوع وحيد النمط ضمن جنس غريب الرأس (الاسم العلمي: Perissocephalus). يوجد في الغابات الرطبة (حتى 1,400 متر (4,600 قدم) ولكن معظمه في غابات أقل من 600 متر) في شمال شرق أمريكا الجنوبية، بالكامل تقريبًا إلى الشمال من نهر الأمازون وشرق النهر الأسود (كولومبيا وفنزويلا والبرازيل ومنطقة غيانا).
يُطلق على الطائر الكبوشي هذا الاسم بسبب ريشه البني الذي يشبه عباءة الراهب الكبوشي. كما يُطلق عليه اسم الطائر العجل بسبب صوته العميق الذي يشبه خُوَار البقر.